# Zenuwweefsel
Zenuwweefsel of textus nervosus is het weefsel waaruit het zenuwstelsel is samengesteld. Het bestaat uit zenuwcellen (neuronen) die de impulsen geleiden, en gliacellen die de geleiding ondersteunen en de zenuwcellen van voeding voorzien. De neuronen zijn opgebouwd uit een cellichaam met kern en twee soorten uitlopers, namelijk (meestal) meerdere dendrieten en één axon. De gliacellen, met korte uitlopers, zorgen voor de voeding, bescherming en isolatie van neuronen. Ieder neuron heeft talloze verbindingen met andere neuronen en zo ontstaat er een uitgebreid communicatienetwerk in het lichaam. 
Er is een grote verscheidenheid aan zenuwcellen, maar karakteristiek voor alle is het axon, de lange uitloper van de cel die de verbinding vormt met een volgende cel en daaraan de actiepotentialen doorgeeft.

## Beschadigingen
- Neurapraxie: De zenuw kan tijdelijk geen elektrische signalen doorgeven, maar zal binnen enkele dagen tot weken herstellen.
- Axonotmesis: De axonen gaan stuk, maar de isolatiemantel blijft intact. De axonen zullen door de isolatiemantel in de goede richting naar de spier gaan groeien. Dit gebeurt met een snelheid van ongeveer een millimeter per dag. Met behulp van fysiotherapie kan de groeisnelheid oplopen tot drie mm per dag.
- Neurotmesis: Zowel de axonen als de isolatiemantel zijn stuk. De axonen gaan wel opnieuw groeien, maar kunnen de spier niet bereiken en er ontstaat zenuwlittekenweefsel.[4]

|  | Schema van een intacte zenuw |                                                                  |
|  | Neurapraxie                  | De zenuw kan tijdelijk geen elektrische signalen doorgeven       |
|  | Axonotmesis                  | De axonen zijn stuk, maar de isolatiemantel is in tact gebleven. |
|  | Neurotmesis                  | Zowel de axonen als de isolatiemantel zijn stuk.                 |